# Myoxocephalus scorpioides
Myoxocephalus scorpioides és una espècie de peix pertanyent a la família dels còtids.

## Descripció
- Fa 22 cm de llargària màxima.
- Aleta caudal arrodonida
- Aletes pèlviques amb 2-3 franges fosques que les travessen.
- Els mascles tenen el pit i el ventre amb taques fosques.[3][4]

## Alimentació
Menja petits amfípodes bentònics.

## Hàbitat
És un peix marí, demersal i de clima polar (83°N-49°N) que viu entre 0-275 m de fondària en fons rocallosos i entre algues.

## Distribució geogràfica
Es troba a les costes àrtiques del Canadà i Groenlàndia.

## Costums
És bentònic.

## Observacions
És inofensiu per als humans.